# Condado de Whiteside
O Condado de Whiteside é um dos 102 condados do Estado americano do Illinois. A sede do condado é Morrison, e sua maior cidade é Morrison. O condado possui uma área de 1 805 km² (dos quais 32 km² estão cobertos por água), uma população de 60 653 habitantes, e uma densidade populacional de 34 hab/km² (segundo o censo nacional de 2000). O condado foi fundado em 16 de janeiro de 1836.